# Teenage Mutant Ninja Turtles: Fall of the Foot Clan
Teenage Mutant Ninja Turtles: Fall of the Foot Clan är ett Game Boy-spel släppt den 3 augusti 1990, utvecklat och producerat av det japanska företaget Konami, och baserat på serien Teenage Mutant Ninja Turtles. Det är ett enkelt uppbyggt plattformsspel med klassiskt TMNT-tema, där Donatello, Leonardo, Michaelangelo och Raphael skall bekämpa Krang och Shredder för att rädda den kidnappade April O'Neil.

## Spelkontroll
Vid början av spelet kan kontrollerna användas för att hoppa med A-knappen och attackera med B-knappen. Om man kryper ihop och attackerar kastar man en shuriken, medan attack då man hoppar innebär hoppspark. Då man får välja sköldpadda är skillnaden mellan dem mest estetisk.

## Spelet
Man styr sköldpaddorna på totalt fem nivåer. Fiender är fotsoldater, mousers och Roadkill Rodney. Om en sköldpadda får slut på energi tas den till fånga och man får byta sköldpadda och låta en annan sköldpadda börja där han startade. Om alla fyra sköldpaddorna tagits till fånga är spelet slut. Man kan återfå såväl tillfångatagna sköldpaddor som förlorad energi genom gömda minispel som finns på varje bana. Man kan också få energi genom att hitta pizza, som finns på flera platser eller tappas av besegrade fiender. I slutet av varje bana är det strid mot en boss .
- Bana 1 - Trafikstockning (boss: Rocksteady) Striden börjar på gatorna för att sedan fortsätta på Turtlarnas hemmaplan nere i de underjordiska avloppsgångarna och kloakerna. Nivån är full av mousers, robotar, cykelbanditer och fotsoldater.
- Bana 2 - Kolakerna (Boss: Bebop) Värmen stiger under marken. Rörliga rör, Shell Shockers och ännu flera. Fotsoldater gör allt för att stoppa våra Turtels.
- Bana 3 - I slumområden Queens (Boss: Baxter Stockman) Turtels hamnar i en konvoj av lastbilar. Hoppa upp på taket och kämpa vidare mot Shredders fotsoldater som nu är beväpnade med tegelstenar.
- Bana 4 - På soptippen (Boss: Shredder) Högvis med fiender av alla de slag försöker hindra turtels från att nå Shredder.
- Bana 5 - Teknodromen (Boss: Krang) Den slutliga uppgörelsen emot Krang.

Man kan välja vilken bana man vill börja på, men måste klara hela spelet från bana 1 till 5 för att få se alla slutscener.

## Övrigt
- Detta är första TMNT-spelet där Krang och inte Shredder är slutbossen.
- Då spelet pausar kan man slå in den berömda Konamikoden för att återfå full energi. Detta kan dock bara göras en gång per spel.

### Fotnoter
1. ↑  ”Teenage Mutant Ninja Turtles: Fall of the Foot Clan (Game Boy)” (på engelska). Mobygames. 11 mars 1990. http://www.mobygames.com/game/gameboy/teenage-mutant-ninja-turtles-fall-of-the-foot-clan. Läst 1 december 2015.
2. ↑  Nintendo Magasinet. Power Player 11/12, Sida 24-26 Recension: Turtles Fall Of The Foot Clan GAME BOY.